# 아그니에슈카 라드반스카
아그니에슈카 라드반스카 (Agnieszka Roma Radwańska, 1989년 3월 6일 ~)는 폴란드의 여자 프로 테니스 선수이다. 그녀는 WTA 투어 챔피언십에서 우승한 최초의 폴란드인이다. 또한 라드반스카는 2011년부터 2015년까지 5년 연속으로 WTA에서 '팬들이 가장 좋아하는 단식 테니스 선수'로 선정되었다.

## 경력

### 주니어 시절
2005년 윔블던 주니어 단식에서 우승하였고, 2006년에는 프랑스 오픈 단식 우승과 복식 준우승을 하였다.

## 역대 기록

### 그랜드 슬램 결승

#### 단식: 1회 진출 (준우승 1회)
| 결과   | 연도 | 대회   | 코트 | 상대 순서       | 점수          |
| ------ | ---- | ------ | ---- | --------------- | ------------- |
| 준우승 | 2012 | 윔블던 | 잔디 | 세레나 윌리엄스 | 1–6, 7–5, 2–6 |

### WTA 투어 챔피언십 결승

#### 단식: 1회 우승
| 결과 | 연도 | 대회     | 코트     | 상대 순서       | 점수          |
| ---- | ---- | -------- | -------- | --------------- | ------------- |
| 우승 | 2015 | 싱가포르 | 하드 (i) | 페트라 크비토바 | 6–2, 4–6, 6–3 |